# Distretto di Mae Suai
Il distretto di Mae Suai (in thailandese: แม่สรวย) è un distretto (amphoe) della Thailandia, situato nella provincia di Chiang Rai.